# 茉莉仙桃

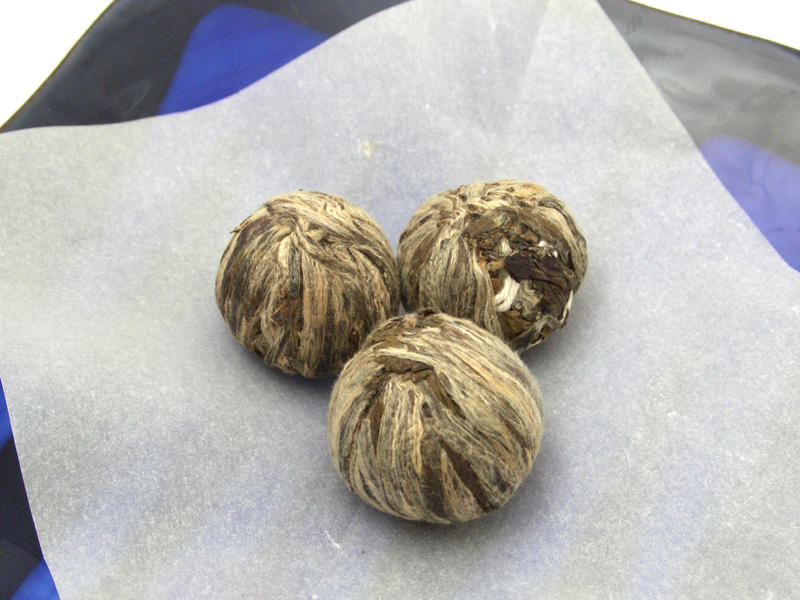
茉莉仙桃

茉莉仙桃（Xian Tao Jasmine），屬手工藝茶開花茶（Tea Bloom）和茉莉花茶的一種。原產地為福建，外形呈球形，以手工捆扎和窨制而成，材料多以千日紅、茉莉花、綠茶為主。泡在水中，漸漸呈現開花狀，具有觀賞價值，故此大多數的人都會以透明茶杯浸泡。由於同時具有茉莉花味和類開花效果，而且沖泡方便，每一杯只需要一顆，用開水沖泡即可，所以茉莉仙桃深受歡迎，更被視為中國手工藝茶的代表作。

## 外部連結
- Youtube：花入り茉莉仙桃 （页面存档备份，存于）